# Daniel Castro (Fußballspieler, 1994)
Daniel Esteban Castro Santibáñez (* 27. April 1994 in Puchuncaví) ist ein chilenischer Fußballspieler, der als Stürmer eingesetzt wird.

## Karriere
Daniel Castro, auch als Popín Castro nach einem chilenischen Comic-Charakter bekannt, begann 2013 im Amateurfußball Chiles und machte als Torjäger auf sich aufmerksam. Zur Saison 2018 wagte er den Sprung von der vierten Liga in die Primera División zu Unión La Calera, kam allerdings nur zu zwei Erstligaeinsätzen. Nachdem er bei Deportes Limache in der vierten Liga erneut sehr erfolgreich war, probierte er seinen Durchbruch bei Unión Española, kam jedoch auch nur auf elf Einsätze. Er kehrte wieder zu Limache zurück und wechselte im Januar 2022 zu den Santiago Wanderers in die Primera B. Zur Saison 2023 kehrte er ein drittes Mal zu Limache, das in die Segunda División aufgestiegen war, zurück. Mit dem Verein wurde er Drittligameister 2023 und feierte 2024 den Durchmarsch in die Primera División.

## Erfolge
Deportes Limache
- Segunda División: 2023